# Vorkommen von Wiesenknopf-Ameisenbläulingen im Lkr. Aschaffenburg
Vorkommen von Wiesenknopf-Ameisenbläulingen im Lkr. Aschaffenburg este o arie protejată (arie specială de conservare — SAC, sit de importanță comunitară — SCI) din Germania întinsă pe o suprafață de 14,64 ha, integral pe uscat.

## Localizare
Centrul sitului Vorkommen von Wiesenknopf-Ameisenbläulingen im Lkr. Aschaffenburg este situat la coordonatele 50°03′10″N 9°08′10″E / 50.0528°N 9.1361°E.

## Înființare
Situl Vorkommen von Wiesenknopf-Ameisenbläulingen im Lkr. Aschaffenburg a fost declarat sit de importanță comunitară în martie 2001 pentru a proteja 2 specii de animale. Situl a fost protejat și ca arie specială de conservare în aprilie 2016.

## Biodiversitate
Situată în ecoregiunea continentală, aria protejată conține 2 habitate naturale: Liziere de ierburi înalte hidrofile de câmpie și de nivel montan până la alpin, Fânețe de joasă altitudine (Alopecurus pratensis, Sanguisorba officinalis).
La baza desemnării sitului se află mai multe specii protejate de  nevertebrate (2): phengaris nausithous (Maculinea nausithous), Maculinea teleius.